# Chuck Schuldiner
 (mars 2010).
Si vous disposez d'ouvrages ou d'articles de référence ou si vous connaissez des sites web de qualité traitant du thème abordé ici, merci de compléter l'article en donnant les références utiles à sa vérifiabilité et en les liant à la section « Notes et références ».
Charles Michael « Chuck » Schuldiner (aussi connu, surtout à ses débuts, comme Evil Chuck), né le 13 mai 1967 et mort le 13 décembre 2001, est le guitariste, chanteur, compositeur américain de metal, fondateur et seul membre constant du groupe Death et guitariste/compositeur du groupe Control Denied, avec lequel il joue jusqu'à sa mort prématurée. Il a également officié dans Voodoocult, un groupe de thrash metal allemand, avec Dave Lombardo et Mille Petrozza.
Schuldiner était un innovateur et un pionnier du death metal aux côtés de Possessed, et il était également l'un des guitaristes les plus influents dans l'histoire du metal. C'est Death, en effet, qui est l'un des premiers groupe à posséder des structures jazz, sur le modèle d'Atheist qui sont considérés comme les pères de death metal technique. Il est souvent défini par la critique comme "Le Père du Death Metal",.
Chuck est considéré comme l'un des meilleurs guitaristes de l'histoire du metal et a été placé au numéro 20 sur la liste des 100 plus grands guitaristes de metal de tous les temps selon Guitar World.

## Biographie
Chuck Schuldiner naquit le 13 mai 1967 à Long Island, New York, d'un père de descendance juive Autrichienne nommé Malcolm et d'une mère chrétienne sud-américaine, Jane ; tous deux étaient enseignants,.
En 1968, alors qu'il avait un an, la famille de Chuck partit en Floride.
Chuck était le plus jeune des trois enfants : son frère Frank était l'aîné et sa sœur s'appelait Bethann. Son frère de 16 ans fut tué dans un accident de voiture alors que Chuck avait neuf ans, et ses parents lui offrirent une guitare acoustique pour l'aider à surmonter cette épreuve : tous deux étaient très proches. Chuck prit alors des leçons de guitare pendant environ un an[réf. souhaitée] mais il ne fut pas intéressé et décida d'arrêter. Ses parents trouvèrent alors une guitare électrique et Chuck se mit à jouer de cet instrument, apprenant seul. Chuck passait ses week-ends dans son garage ou dans sa chambre à jouer, mais il était limité à trois heures par jour en période scolaire. Il joua pour la première fois en public vers 15 ans, dans un parc de Altamonte Springs.
À 13 ans, Chuck assista à un concert de Kiss, groupe qui l'influencera beaucoup par la suite. D'autres groupes, tels que Anvil, Black Sabbath, Celtic Frost, Exciter, Hellhammer, Iron Maiden, Mercyful Fate, Raven, Slayer et Venom ou des artistes tels que  Billy Idol, eurent également un impact sur sa carrière musicale. Dans une interview donnée en 1999 au magazine LotFP, il dit également avoir beaucoup aimé Metallica et Possessed.
Il était particulièrement intéressé par la New wave of British heavy metal (NWOBHM) et cita nombre de groupes issus de cette scène comme étant ses favoris. D'après sa mère, Chuck aimait tous les courants musicaux à l'exception de la country et du rap. Il appréciait notamment le jazz et la musique classique.
Bien que Chuck fût assidu, les études l'ennuyaient et il abandonna son parcours scolaire peu avant la fin de ses études secondaires, étant à la recherche d'un label. Plus tard, il regretta cette décision,.

### Carrière musicale
Chuck Schuldiner forma en 1983 le groupe Mantas, qui devint plus tard Death.
En janvier 1986, il rejoignit temporairement le groupe canadien Slaughter à la guitare mais retourna à la formation de Death avant la fin du mois. Chuck séjournait à ce moment chez Terry Saddler, explique ce dernier, le bassiste du groupe. Lorsque les parents de Terry se rendirent compte que leur fils avait invité Chuck à vivre chez eux sans les prévenir, ils se querellèrent et Chuck, pense Terry, a dû entendre la conversation. Il décida de retourner en Floride.
Après plusieurs modifications de la composition du groupe, Chuck rencontra le batteur Chris Reifer à San Francisco, en Californie. Avec lui, Death enregistra et publia sa quatrième démo, Mutilation : une copie de cette démo entra en possession du label de metal Combat Records. Death signa avec ce label et sortit en 1987 son premier album, intitulé Scream Bloody Gore.
Chuck Schuldiner poursuivit en 1988 avec Leprosy, retrouvant pour l'occasion des musiciens qui formaient Mantas : le guitariste Rick Rozz, Terry Butler à la basse et Bill Andrews à la batterie. Rick Rozz fut bientôt remplacé par James Murphy et ce dernier participa à l'enregistrement de Spiritual Healing, album qui fut distribué en 1990.

Une tournée en Europe fut organisée à l'occasion de la sortie de ce dernier album, mais Chuck ne put y participer et il fut remplacé par Walt Trachsler. Cette tournée fut un échec, les membres présents ayant essayé de retourner les fans de Chuck contre lui.
Après cet évènement, Schuldiner décida de se séparer des membres précédents et engagea une procédure judiciaire pour gagner les droits sur le nom du groupe.
« [Chuck Schuldiner] a montré sa clairvoyance et son courage de ne pas seulement vous aider à créer les règles de death metal, mais pour montrer comment les briser. »
— Arthur von Nagel (Cormorant)
Par la suite, Schuldiner ne travailla plus avec des membres permanents, la composition du groupe changeant au gré des albums. Cela lui valut une réputation de perfectionniste dans la communauté du metal. Il s'était également séparé de son manager, Eric Greif, mais il fit de nouveau appel à lui après la tournée du groupe en Europe.
L'album suivant fut Human. Pour sa production, Schuldiner reçut l'aide de deux membres du groupe de Death metal progressif floridien Cynic, le guitariste Paul Masvidal et le batteur Sean Reinert ; le bassiste du groupe de thrash metal californien Sadus, Steve Digiorgio, fit également son apparition,.
Cet album, comme ceux qui suivirent, fut plus progressif que les précédents,
La carrière musicale de Schuldiner ne se borne pas à Death. Il intervint dans plusieurs autres projets, parmi lesquels :
- Le groupe Control Denied. Dès 1993, Schuldiner parlait de créer un groupe de heavy metal dont il ne serait pas le chanteur. Il annonça le nom du groupe en 1995 et son premier album, intitulé The Fragile Art of Existence, sortit en 1999[7].
- Schuldiner joua de la guitare sur l'album Jesus Killing Machine du projet Voodoocult, sorti en 1994[17].
- Dave Grohl demanda à Schuldiner de faire partie des nombreux chanteurs invités sur son projet d'album Probot prévu pour 2001. Grohl alla jusqu'à organiser une campagne visant à rassembler des fonds pour aider Schuldiner à payer ses frais médicaux et à faire soigner sa tumeur au cerveau. Schuldiner succomba à la maladie avant que cette collaboration ne se mette en place[réf. souhaitée].

### Son combat contre le cancer
Durant l'été de 1999, Schuldiner ressentit une douleur persistante en haut de la nuque et consulta un chiropracteur, puis un kinésithérapeute. Ce dernier lui recommanda de passer une IRM : la douleur venait bien d'un nerf pincé, dont l'état était causé par une tumeur. Le jour de son trente-deuxième anniversaire, le 13 mai 1999, on lui diagnostiqua un gliome du pont (un type de cancer qui infiltre le tronc cérébral) et Schuldiner débuta immédiatement la radiothérapie.
En octobre 1999, la famille Schuldiner annonça que la tumeur s'était nécrosée et que Chuck était sur la voie de la guérison. En janvier 2000, Schuldiner dut avoir recours à la chirurgie pour se faire retirer ce qui restait de la tumeur. L'opération fut un succès, cependant la famille Schuldiner était en grande difficulté financière. Le coût total des opérations se montait à près de 70 000 $, un prix que la famille Schuldiner n'avait pas les moyens de payer. De nombreux concerts et campagnes de charité se mirent en place pour aider à couvrir les frais médicaux. L'argent commença à affluer au fur et à mesure que la communauté du metal réalisait le danger qui menaçait la vie de Chuck Schuldiner et qu'il risquait de mourir à cause d'un manque d'argent. Schuldiner continua à travailler sur sa musique, ainsi que sur son projet avec Control Denied. Environ deux ans après le premier diagnostic, le cancer récidiva et Schuldiner tomba de nouveau malade. On lui refusa la chirurgie (dont il avait immédiatement besoin) par manque d'argent. Un journal réclama le soutien de tout le monde, y compris des autres artistes. Jane Schuldiner, révoltée par le système de santé américain, exhorta tous ceux qui avaient entendu parler de la maladie de Chuck à prendre une assurance santé. Schuldiner reçut un traitement de chimiothérapie appelé Vincristine. Comme la plupart des médicaments utilisés en chimiothérapie, les effets secondaires furent terribles et Schuldiner se retrouva grandement affaibli. Obstiné, Schuldiner s'est battu. Vers la fin du mois d'octobre ou début novembre, Schuldiner attrapa une pneumonie. Il mourut le 13 décembre 2001 aux environs de 4 heures de l'après-midi.

### Son héritage
Sa mère, Jane Schuldiner, gère son héritage. Elle interagit fréquemment avec ses fans et a déclaré de nombreuses fois qu'elle apprécie sa musique. Beth, la sœur de Schuldiner, semble garder une trace de tous ses enregistrements. Beth a un fils, Christopher, qui joue de la guitare et a gardé toutes les guitares de Schuldiner à l'exception d'une qui est conservée par sa mère.
Malgré sa disparition, l'héritage de Schuldiner continue de vivre au travers de ses fans et de ses enregistrements. Cependant, une bataille juridique est en cours au sujet des droits concernant le second album de Control Denied qui ne fut qu'en partie achevé. Une partie de ces travaux non aboutis sont sortis sur la compilation Zero Tolerance qui regroupe de vieilles démos du groupe Death.

## Musique

### Influences

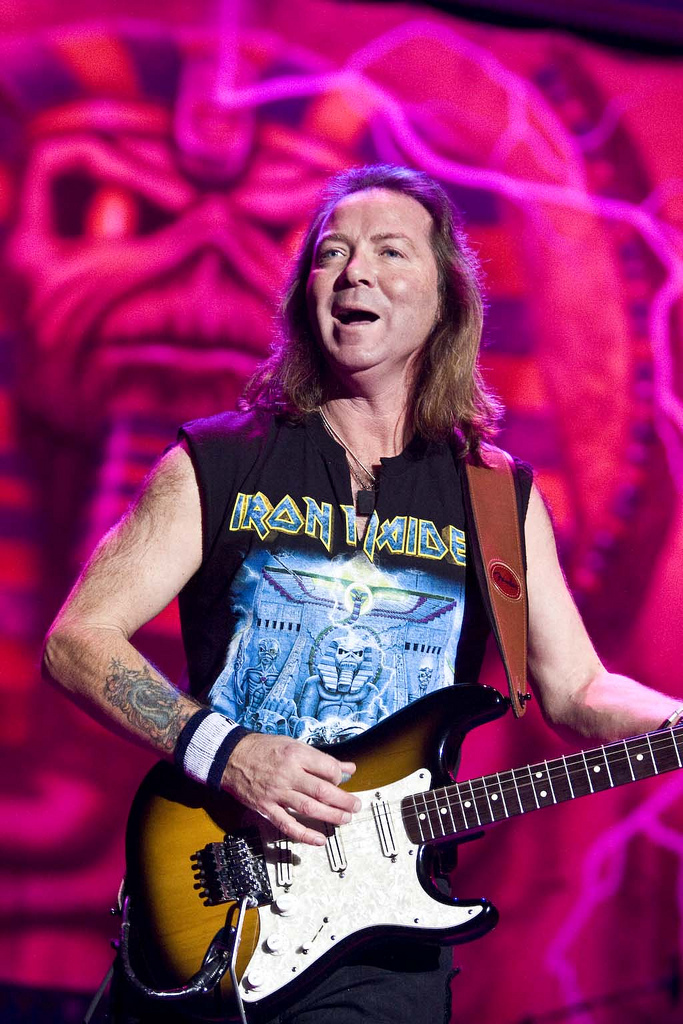
Dave Murray, le guitariste qui a grandement influencé le style de Chuck.

Schuldiner se rapproche dès son plus jeune âge des groupes comme Iron Maiden, Kiss, de Venom et de Billy Idol et a également suivi avec une grande attention la New wave of British heavy metal, passionné par divers groupes qui adhèrent à ce mouvement. Les premiers guitaristes à avoir influencé le style étaient donc Ace Frehley, Dave Murray et Mantas de Venom, ces artistes qui ont aussi grandement contribué à sa formation musicale.
Plus mature, Schuldiner s'intéresse également à des groupes plus proches du thrash metal comme Slayer, Possessed et Metallica. Son jeu s'en fait ressentir par des sons puissants et complexes similaires à ceux exprimés par Kerry King, Larry LaLonde et Kirk Hammett.
Selon ce qui a été dit par sa mère dans une interview, Chuck avait l'habitude d'écouter toutes sortes de musique. On sait qu'il avait apprécié et pris des repères, en plus des diverses formes de metal, et écoutait également du jazz et de la musique classique. La mère du guitariste se souvient encore que les seuls genres qu'il ait jamais écoutés sont la country et le rap.
Parmi ses artistes préférés, Schuldiner a également mentionné à plusieurs reprises Yngwie Malmsteen, Van Halen, Dave Murray, Adrian Smith, Bill Steer de Carcass et Dave Mustaine. Parmi les albums qui ont le plus influencé ou affecté Schuldiner, on peut citer The Number of the Beast et Piece of Mind d'Iron Maiden, Heavy Metal Maniac de Exciter, Alive! de Kiss et Melissa de Mercyful Fate.

### Idées et pensée
Bien qu'il eût consommé du cannabis, Chuck Schuldiner était fier de n'avoir jamais eu de problèmes liés à la prise de drogue. Il disait ne pas aimer les drogues dures et cela se reflétait dans les interviews qu'il donnait ainsi que dans certains des morceaux qu'il composait (notamment Living Monstrosity, titre dans lequel il évoque un bébé né cocaïnomane parce que sa mère avait consommé de la cocaïne durant la grossesse).
Dans une interview donnée à un magazine consacré à la guitare, quand on lui demanda s'il fallait voir des influences satanistes dans ses compositions, il répondit : « Non. Pas du tout. Pas du tout. Je pense que la religion est quelque chose de très personnel. »
Bien qu'il fût le créateur du logo original de Death, il changea plus tard la croix inversée qui formait le « t » de Death pour une autre, "neutre" (barre du t au milieu), afin que les fans et la critique ne puissent jamais lier le groupe à quoi que ce soit de 'maléfique'.

### Aptitudes musicales
Schuldiner introduit dans le death metal des parties de guitare très techniques. Il avait un style propre et était capable de composer des rythmiques très puissantes alliées à des solos mélodieux. Chuck a su proposer une grande variété de sons, provenant en grande partie de sa jeunesse musicale qui avait été influencée par de nombreux genres de musique. Sa technique était basée sur une utilisation fréquente de parties rapides dans ses alternate picking et l'utilisation alternée des traits particuliers du legato. Schuldiner a également utilisé des techniques telles que le sweep picking et le string skipping, parfois du tapping (comme en témoigne l'introduction du "The Philosopher") et le vibrato vers la fin de sa carrière.
Contrairement à ce que beaucoup prétendent, Schuldiner n'a jamais été très éduqué en termes de théorie musicale.  Il a soutenu que le « jeu à l'oreille » était le meilleur et le plus approprié pour exprimer ses sentiments dans la musique, et sa carrière est un témoignage parfait de son excellent sens musical, obtenu selon cette méthode. Schuldiner a immédiatement pris soin de théoriser sa technique de composition, enseignant à la plupart de ses musiciens tels que James Murphy, Paul Masvidal, Andy LaRocque, Bobby Koelbe et Shannon Hamm.
Son style a maintenant été admiré et partagé par beaucoup de guitaristes ne pratiquant pas nécessairement le death metal, qui ont pris ces bases comme point de départ de la création de leur identité. Schuldiner était en fait le guitariste qui a le plus influencé le death metal comme Larry LaLonde de Possessed et Trey Azagthoth de Morbid Angel, et même vocalement, Chuck a apporté une contribution fondamentale à la naissance du style. En fait, son chant growl en est devenu une caractéristique propre.

### Matériel
La guitare utilisée le plus fréquemment par Chuck Schuldiner tout au long de sa carrière était une B.C. Rich Stealth en noir ou en émeraude. C'est un instrument à six cordes très rare et disponible uniquement dans les magasins officiels de la marque. Avant cela, il a utilisé durant les premières années de sa carrière d'autres modèles à six cordes de guitare B.C Rich, comme un vert Mockingbird et un Ignitor, complété par une Boss DS-1 Distortion.
Une grande partie des sons produits par Schuldiner ont été faits avec un micro DiMarzio X2N en position chevalet. Durant l'(In) Human Tour of the World, qui a eu lieu en 1991 - 1992, il a utilisé une guitare faite sur mesure pour lui par une petite industrie du Wisconsin, le Axxtra, qui a créé un modèle exclusif réalisé en suivant les instructions précises sur les conceptions du guitariste et des composants. En dehors de la tournée, Schuldiner a continué à utiliser des guitares B.C Rich, comme en témoigne Lack of Comprehension prise lors d'un concert à Orlando en septembre 2001.
Schuldiner utilisait depuis le début également des amplificateurs Marshall Valvestate de la première série de modèles 8100 avec une puissance de 100 watts. Pour cela s'ajoutent deux haut-parleurs 4x12, toujours de la marque Marshall Valvestate. Peu de temps avant qu'il ne tombe malade, il a remplacé ce matériel avec un équipement Randall Amplification. En outre, au cours de l'(In) Human Tour of the World, des haut-parleurs 4x12, il a utilisé une petite 250ML GK MikeD car cela répond à un meilleur équipement de cette tournée.
Il est certain que Schuldiner a également utilisé des pédales de réverbération et de chorus, tandis que certaines chansons sont entendues un flanger simulé en studio et quelques morceaux contiennent des sons produit avec un octaver, tandis que Charles a enregistré les pistes avec différentes octaves.

## Discographie

### Death
- 1987: Scream Bloody Gore (CD) 	- Combat
- 1988: Leprosy 	                - Combat
- 1990: Spiritual Healing 	        - Combat
- 1991: Human 	                        - Relativity
- 1992: Fate: The Best of Death (best of)  	                        - Relativity
- 1993: Individual Thought Patterns 	- Relativity
- 1995: Symbolic 	                - Roadrunner Records
- 1998: The Sound of Perseverance 	- Nuclear Blast
- 2001: Live in L.A. (Death & Raw) (live) 	        - Nuclear Blast
- 2001: Live in Eindhoven (live) 	- Nuclear Blast

### Control Denied
- 1999: The Fragile Art of Existence

### Voodoo Cult
- 1994: Jesus Killing Machine